# 샤브와주 공세
샤브와주 공세는 알카에다 아라비아 반도 지부가 추진중인 샤브와 주 장악을 위한 작전으로 그들의 반란은 예멘 내전의 일부가 되었다.

## 하반의 사건들
부족 소식통에 따르면 알카에다 아라비아 반도 지부의 지휘관 야세르 알 마로우의 집 근처에서 폭발이 일어났다고 했다. 예멘군은 사망한 3명의 군인을 확인할 수 있었고 2명은 예멘인 그리고 1명은 사우디아라비아인이라고 밝혔다.그 집은 심각하게 폭파됐지만 그때 그 집에 그 지휘관이 있었는지는 확인할 수 없다. 2014년 8월 초에 벌어진 격전으로 12명의 예멘 군인과 9명의 알카에다 아라비아 반도 지부 군인이 사망했다. 예멘 내전이 진행되고 있는 2015년 중반에 알카에다 아라비아 반도 지부는 예멘군을 도시에서 축출하고 하반을 완전히 점령하였다. 2015년 4월 17일에 미국의 공습으로 2명의 알카에다 아라비아 반도 지부 군인이 사망하였다. 2016년 3월 3일에 미국의 무인 정찰기 공습이후에 4명의 알카에다 아라비아 반도 지부 군인이 사망하였다.

## 알카에다 아라비아 반도 지부의 아잔 점령
2016년 2월 1일에 알카에다 아라비아 반도 지부는 조금의 레지스탕스나 예멘군없이 아잔을 점령하였다. 2016년 3월 3일에 미국이 무인 정찰기로 공습하면서 아잔의 변두리에 있는 검문소에서 일하는 4명의 알카에다 아라비아 반도 지부 군인이 사망하였다.

## 예멘 정부의 아잔 재점령
2016년 4월 25일에 예멘군과 아랍에미리트군은 알카에다 아라비아 반도 지부가 마을에서 퇴각하는 덕분에 전투 없이 아잔에 들어왔다. 알카에다 아라비아 반도 지부가 퇴각하기 전에 미국이 무인 정찰기로 공습하면서 8명 이상의 알카에다 아라비아 반도 지부 군인이 사망하였다.